# Kultura hřebenové keramiky

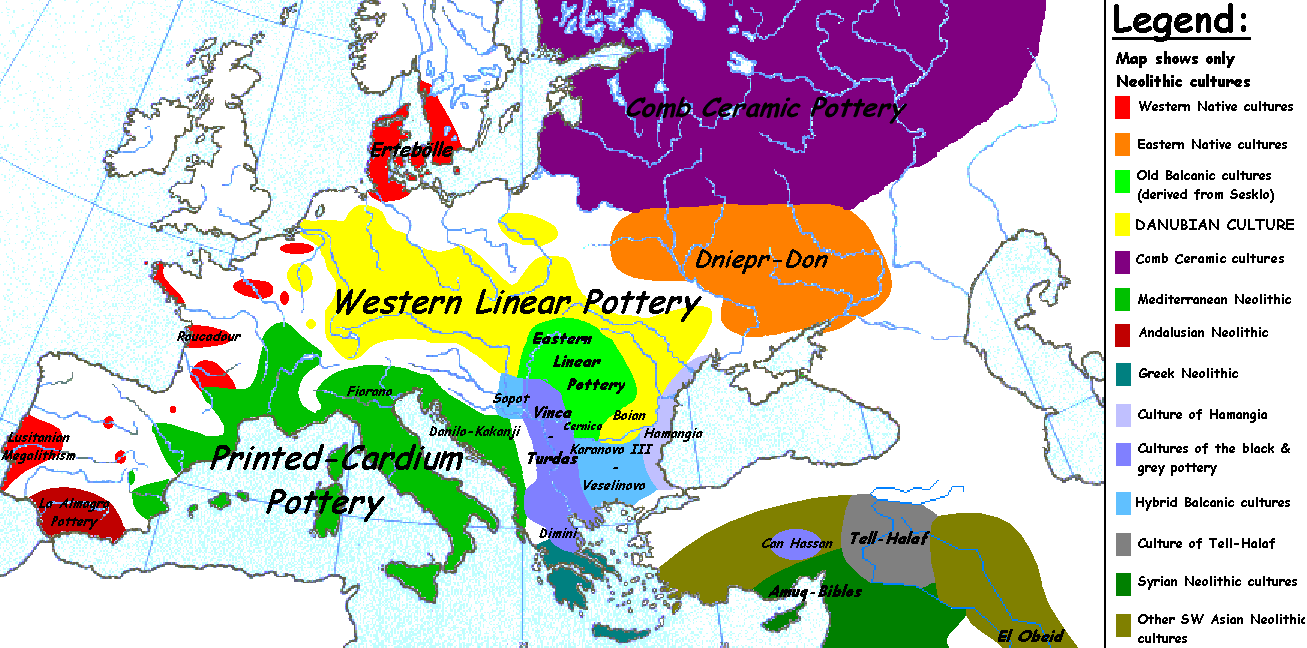
Druhá polovina mladší doby kamenné v Evropě. Kultura hřebenové keramiky je vyznačena fialově.

Kultura hřebenové keramiky byla neolitická kultura lovců a sběračů ze severovýchodní Evropy vyrábějících keramiku. Existovala okolo let 4 200 – 2 000 př. n. l. Její jméno je odvozeno podle typického vzoru na své keramice, který vypadal jako otisky hřebene.
Jejich keramika byla nalezena v oblasti Finnmarky (Norsko), řeky Kalix (Švédsko), Botnického zálivu (Finsko), Soloveckých ostrovů (Rusko) a řeky Visly v Polsku. Do Finska se kultura hřebenové keramiky dostala kolem roku 4 200 př. n. l.

## Galerie

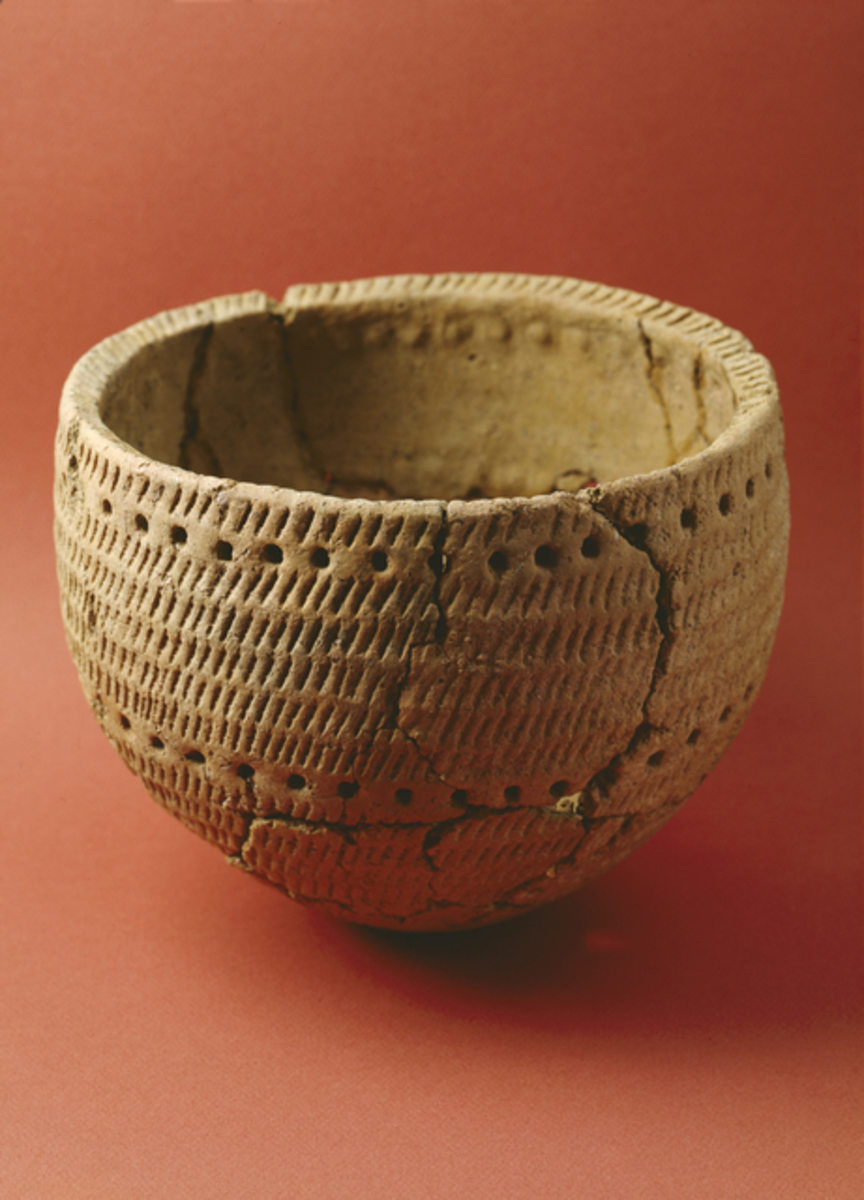
Hřebenová keramika z obce Taipalsaari (Finsko)
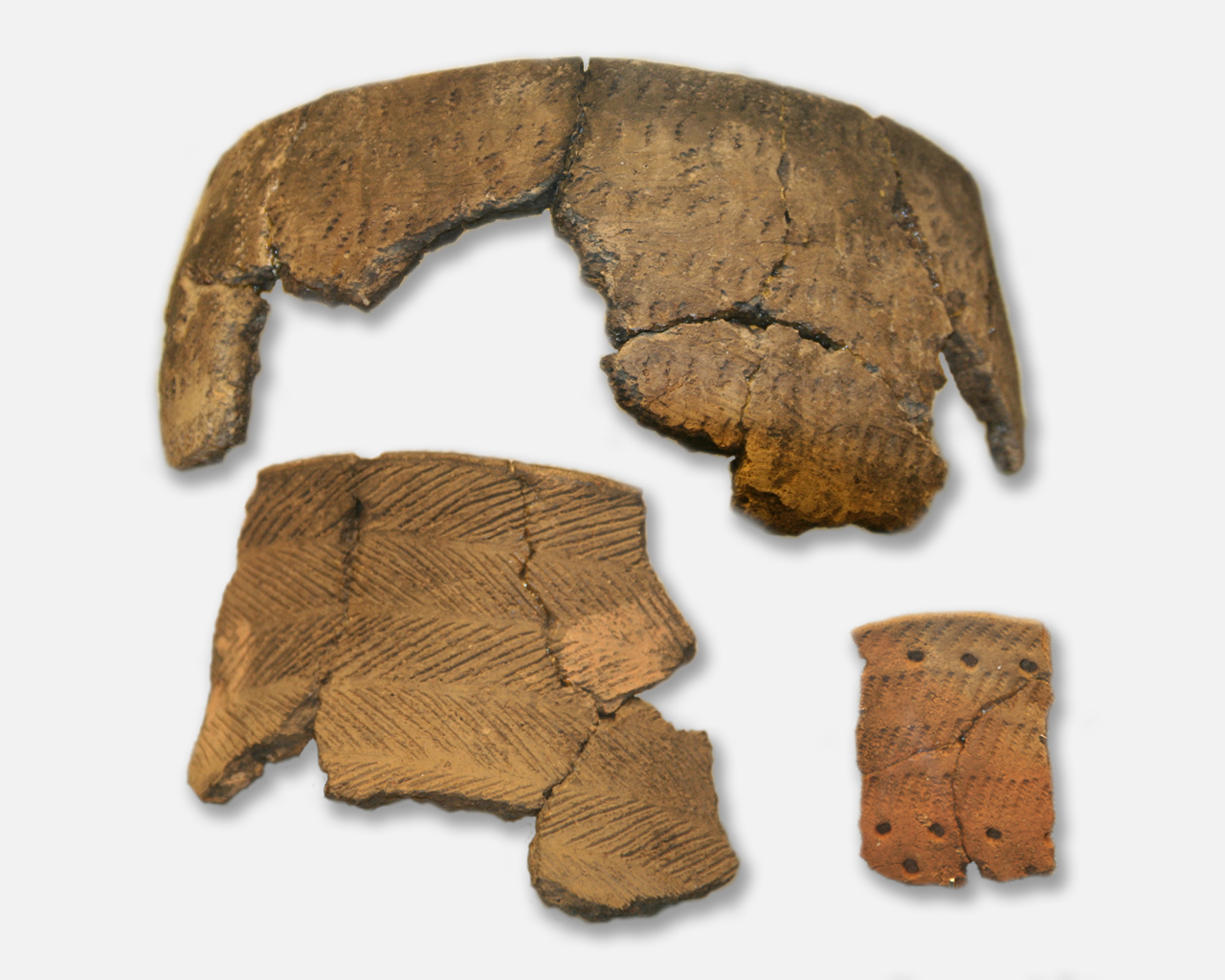
Hřebenová keramika nalezená v Estonsku
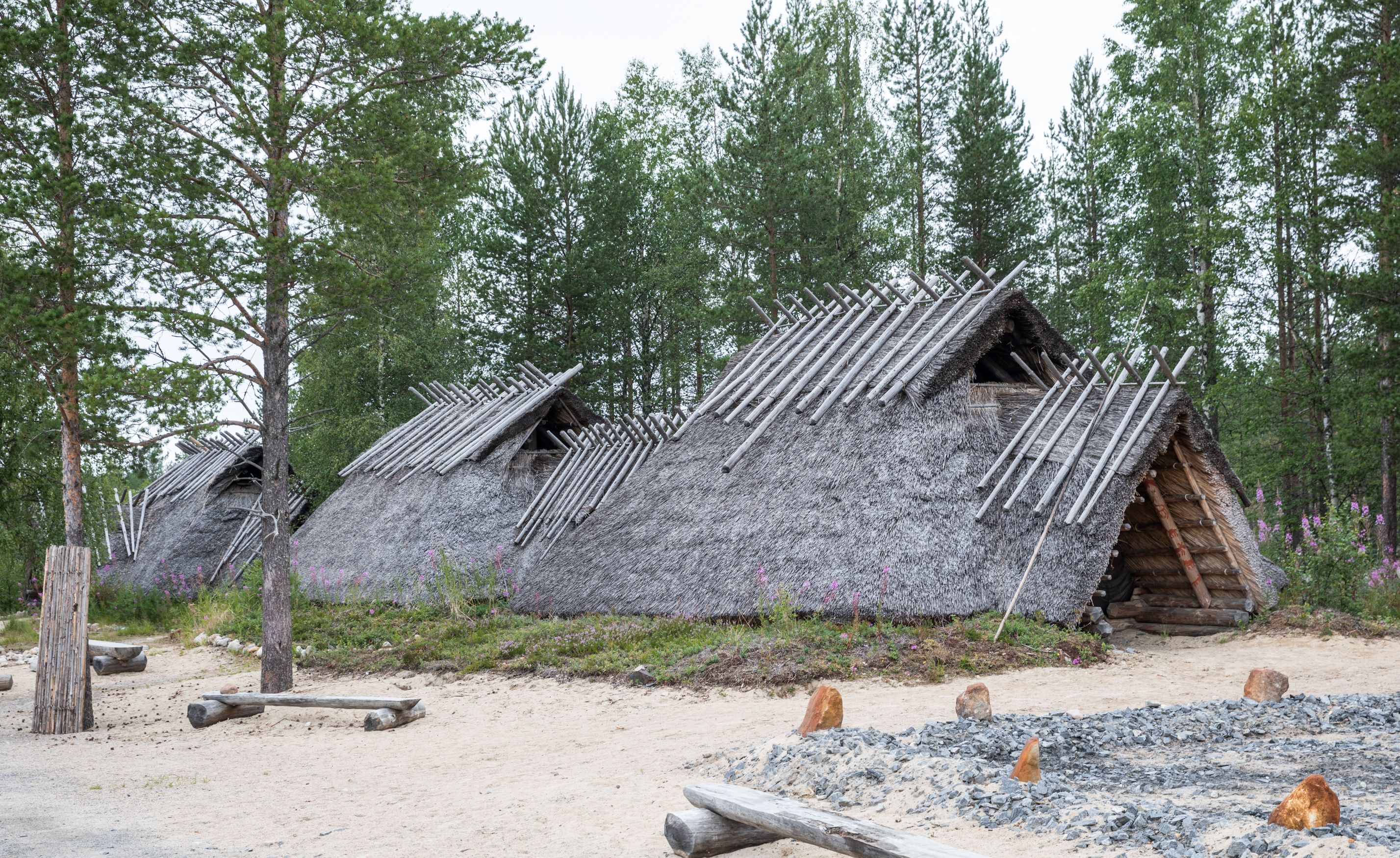
Rekonstrukce obydlí z oblasti Kierikki (Finsko)